# Pôle de contrôle des revenus et patrimoine
Un pôle de contrôle des revenus et patrimoine (PCRP) est un service déconcentré de la direction générale des Finances publiques spécialisé dans le contrôle sur pièces des dossiers des particuliers. En effet, il est chargé de vérifier l'ensemble des déclarations qui doivent être déposées par les contribuables en matière de revenus et de patrimoine.

## Missions
- Suivi des obligations déclaratives : exploitation de listings recensant les redevables de l’IFI n’ayant pas souscrit de déclaration et les redevables potentiels, exploitation des extraits d’actes de cession de biens immobiliers n’ayant pas donné lieu à taxation au régime des plus-values immobilières, détection des redevables n’ayant pas souscrit de déclaration de succession.
- Relance des contribuables défaillants et taxation d’office en cas de non réponse.
- Réalisation de contrôles, soit à l’initiative du service (contrôle de cohérence des déclarations, analyse juridique des documents fournis, contrôle corrélé des revenus et du patrimoine), soit à la demande des signataires de déclarations de succession ou de donataires
- Instruction des affaires contentieuses[2].